# Pallasina
Pallasina is een monotypisch geslacht van straalvinnige vissen uit de familie van harnasmannen (Agonidae). Het geslacht is voor het eerst wetenschappelijk beschreven in 1895 door Cramer in Jordan & Starks.

## Soort
- Pallasina barbata Steindachner, 1876